# Mirt
Mirt (Myrtus L.) – rodzaj roślin z rodziny mirtowatych. Obejmuje tylko dwa gatunki występujące w basenie Morza Śródziemnego (na wschodzie sięgające po Pakistan, na południu po Etiopię), dawniej zaliczano tu wiele gatunków tworzących współcześnie osobne rodzaje, występujące m.in. w Ameryce Południowej i Nowej Zelandii. Rośliny te rosną w naturze w suchych formacjach zaroślowych. 
W starożytności mirt był symbolem piękna i młodości, używany był w rytuałach świątecznych i ceremoniach, wieńce z jego gałązek zakładano na głowy zwycięzcom igrzysk olimpijskich, zdobiły głowy sędziów i składano je do rzymskich grobów. Gałązki mirtu tradycyjnie wykorzystywane są przy tworzeniu bukietów ślubnych. Wonne, bogate w olejki kwiaty i owoce służą do wyrobu perfum, wykorzystywane są także leczniczo. Drewno służy do wyrobu lasek i mebli, kora i korzenie są źródłem tanin używanych do garbowania skóry. Mirt zwyczajny uprawiany jest w kilku odmianach jako ozdobny.

## Morfologia
PokrójGęste krzewy do 5 m wysokości.
LiścieZimozielone, skrętoległe, pojedyncze, silnie aromatyczne, ciemnozielone.
KwiatyPojedyncze w kątach liści. Działki kielicha w liczbie 4 lub 5 u dołu zrośnięte w rurkę, często czerwono nabiegłe. Płatki korony cztery, białe, zaokrąglone. Pręciki liczne, białe. Dolna zalążnia zawiera liczne zalążki, zwieńczona jest pojedynczą szyjką słupka.
OwoceJagody zwieńczone trwałym kielichem, fioletowe lub czarne, rzadko białawe, zawierające liczne nasiona.

## Systematyka
Pozycja systematyczna
Rodzaj z podrodziny Myrtoideae, rodziny mirtowatych (Myrtaceae). Należy do plemienia Myrteae (liczącego 49 rodzajów i ok. 2,5 tys. gatunków), w którego obrębie zajmuje pozycję bazalną.
Wykaz gatunków
- Myrtus communis L. – mirt zwyczajny
- Myrtus nivellei Batt. & Trab.